# Microregione di Cassilândia
Cassilândia è una microregione dello Stato del Mato Grosso do Sul in Brasile, appartenente alla mesoregione di Leste de Mato Grosso do Sul.
È una suddivisione creata puramente per fini statistici, pertanto non è un'entità politica o amministrativa.

## Comuni
Comprende 4 comuni:
- Cassilândia;
- Chapadão do Sul;
- Costa Rica;
- Paraíso das Águas